# 1998 US7
1998 US7 är en asteroid i huvudbältet som upptäcktes den 22 oktober 1998 av den kroatiska astronomen Korado Korlević vid Višnjan-observatoriet.
Asteroiden har en diameter på ungefär 4 kilometer och den tillhör asteroidgruppen Maria.